# Хатуна Самнідзе
Хатуна Самнідзе (груз. ხათუნა სამნიძე; нар. 28 листопада 1978) — грузинський політик. Голова «Республіканської партії Грузії». Депутат парламенту Грузії 10-го скликання.
Народився 28 листопада 1978 року. У 1985-1995 роках навчався в середній школі №1 м. Батумі, а в 1996-1999 роках на економічному факультеті Батумського технічного університету. У 1997-1999 роках - співробітник Постійної комісії з прав людини і конституційних питань Верховної Ради Аджарської Автономної Республіки. У 2004-2008 роках депутат Верховної Ради Аджарської Автономної Республіки, член комітету з питань фінансів і бюджету. У 2010-2013 роках координатор програм Південно-Південно-Кавказького регіонального бюро Фонду Генріха Біола, робочі теми - «Розширення прав і можливостей жінок, права меншин, конфлікти» У 2013 році секретар Республіканської партії Грузії. Голова Республіканської партії Грузії з 2013 року. Депутат міської ради Тбілісі в 2014-2017 роках.
З 2020 року є депутатом парламенту Грузії 10-го скликання за партійним списком, виборчий блок: «Єдиний національний рух — Об’єднана опозиція «Сила в єдності».